# BBC Radio Kent
BBC Radio Kent est la  radio locale de la BBC pour le comté du Kent.Elle diffuse sur la FM sur le 96.7 (West Kent, l'émetteur Wrotham ), 97,6 (région de Folkestone) et 104.2 (East Kent, émetteur Swingate) a également 774 (Littlebourne) et 1602 (Rusthall) MW et DAB.